# Роб Едвардс (футболіст, 1982)
Роберт Оуен «Роб» Едвардс (англ. Robert Owen Edwards; 25 грудня 1982, Телфорд, Шропшир) — валлійський футболіст і футбольний тренер.

## Клубна кар'єра

### «Астон Вілла»
Професійну кар'єру розпочав у «Астон Віллі». За основний склад дебютував 28 грудня 2002 року в грі проти «Міддлсбро». У січні 2003 року підписав із клубом новий контракт на два роки. У сезоні 2002/03 зіграв дев'ять матчів за «Віллу» у всіх турнірах.
У листопаді 2003 року відданий в оренду в Кристал Пелас на один місяць. Зіграв шість ігор, забив один м'яч у ворота Ковентрі Сіті.
У січні 2004 року відданий в оренду «Дербі Каунті» до кінця сезону. За команду зіграв десять матчів, забив один м'яч у грі проти «Діллінгема».
У травні 2004 року пішов із клубу.

### «Вулверхемптон Вондерерс»
У липні 2004 уклав трирічний контракт з «Вулверхемптон Вондерерс». Провівши за новий клуб чотири матчі, отримав травму та вибув з ладу на шість місяців.
У сезоні 2005/06 під керівництвом нового тренера Міка Маккарті став отримувати більше ігрового часу, бувши основним гравцем. У квітні 2007 року знову отримав травму та вибув до кінця сезону.
До початку сезону 2007/08 відновився після пошкодження, але в грі за резервний склад проти «Волсолла» знову отримав травму.
9 лютого 2008 року в матчі проти «Сток Сіті» забив свій перший і єдиний м'яч за «Вулверхемптон».
У травні 2008 року виставлений на трансфер, попри рік контракту, що залишився.

### «Блекпул»
6 серпня 2008 року підписав дворічну угоду з «Блекпулом». Дебютував за клуб 9 серпня 2008 року у матчі проти «Брістоль Сіті».
29 серпня головний тренер команди Саймон Грейсон оголосив, що Едвардса призначено капітаном команди на сезон 2008/09.
29 грудня у матчі проти свого колишнього клубу — «Вулверхемптону» — забив перший м'яч за «Блекпул». Наприкінці сезону знову випав з основного складу через травму.
У 2009 році «Блекпул» очолив Іан Голловей. За нового тренера Едвардс також був одним із ключових гравців команди, зігравши у двадцяти одному матчі сезону.
19 липня 2010 року продовжив контракт із клубом ще на один сезон. У листопаді 2010 року вийшов на поле у матчі Прем'єр-ліги вперше з сезону 2002/03.
21 лютого 2011 року на правах оренди приєднався до «Норвіч Сіті» до кінця сезону. Допоміг клубу зайняти друге місце у Чемпіоншипі та вийти до Прем'єр-ліги.
Після завершення сезону залишив «Блекпул» як вільний агент.

### «Барнслі»
1 липня 2011 року уклав контракт з «Барнслі». Дебютний матч за «Барнслі» провів 21 лютого 2012 року.
На початку сезону 2012/13 на правах оренди протягом місяця виступав за «Флітвуд Таун». 31 січня 2013 року, також на правах оренди, перейшов у «Шрусбері Таун» до кінця сезону.

## Збірна
На юнацькому рівні виступав за збірну Англії у неофіційних матчах. Оскільки батьки Едвардса мали валлійське коріння, надалі виступав за збірну Уельсу. Дебютував у складі збірної 29 березня 2003 у відбірному матчі Євро-2004 проти Азербайджану.

## Кар'єра тренера
11 жовтня 2013 року оголосив про завершення кар'єри через хронічні травми.
Перейшов до тренерської діяльності, очоливши юнацьку команду «Вулверхемптон». Влітку 2015 року перейшов на посаду тренера основної команди.
25 жовтня 2016 року після звільнення Вальтера Дзенгі очолив клуб як виконувач обов'язків головного тренера. Під його керівництвом команда провела два матчі, зігравши внічию 1:1 з «Блекберном» і поступившись 2:3 «Дербі Каунті». Потім працював у штабі нового тренера — Пола Ламберта. Покинув команду разом із головним тренером після закінчення сезону 2016/17.
17 листопада 2022 року Едвардс був призначений менеджером клубу Чемпіоншипа «Лутон Таун». У своєму першому сезоні в клубі він вивів «Лутон» до Прем'єр-ліги через фінал плей-оф проти «Ковентрі Сіті», третє місце в Чемпіоншипі та перемогу в півфіналі плей-оф над «Сандерлендом». Згодом його команда «Лутон Таун» обіграла «Ковентрі» у фіналі плей-оф Чемпіонату Англії, зігравши внічию 1:1 після додаткового часу, і вигравши з рахунком 6:5 після матчів післяматчевої серії пенальті.